# Стефані фон Гогенлое
Принцеса Стефані фон Гогенлое–Вальденбург–Шиллінгсфюрст (нім. Stéphanie Maria Veronika Juliana Prinzessin zu Hohenlohe–Waldenburg–Schillingsfürst; в дівоцтві Стефані Юліана Ріхтер; відома як «шпигунка Гітлера» (нім. „Hitlers Spionin“) 16 вересня 1891, Відень — 13 червня 1972, Женева) — шпигунка Третього Рейху. Перша дружина австрійського дипломата принца Фрідріха Франца фон Гогенлое–Вальденбург–Шиллінгсфюрста.

## Життєпис
Стефані Ріхтер народилася у Відні в родині адвоката Йоганна Себастьяна Ріхтера та його дружини Людмили Куранди. Її біологічним батьком, ймовірно, був єврейський купець Макс Вінер із Пресбурга. Перше ім'я вона отримала на честь австрійської кронпринцеси Стефанії.
Стефані зростала в сім'ї середнього класу. Її навчали навичкам, які тоді були обов'язковими для «старших дочок», таким як іноземні мови, гра на фортепіано, рукоділля та танці. Вона вдосконалювала гру на фортепіано у Віденській консерваторії та була відправлена на кілька місяців до коледжу в Істборні для навчання. Розмовляла англійською, грала у теніс, плавала, зокрема, під вітрилом, полювала, їздила на велосипеді, веслувала. Також була талановитою фігуристкою і зустріла багатьох своїх друзів у Віденському клубі катання на ковзанах. У 1904, у 14 років, вона виграла конкурс краси в Гмундені і тоді отримала свої перші шлюбні пропозиції.
Амбітна Стефані намагалася зв'язатися з віденським вищим класом. Серед іншого вона вступила в стосунки з чоловіком доньки австрійського імператора Франца Йосифа Марії Валерії Австрійської, ерцгерцогом Францом Сальватором.
У травні 1914 року Стефані вступила в шлюб з принцом Фрідріхом Францом фон Гогенлое–Вальденбург–Шиллінгсфюрстом, будучи вагітною від Франца Сальватора. Ймовірно, вона дізналася про це безпосередньо перед одруженням і, ймовірно, вступила в шлюб, щоб це приховати. Сина Франца Йосифа фон Гогенлое–Шиллінгсфюрста народила 5 грудня 1914 року у Відні. Після розпаду Австро–Угорщини Стефані з чоловіком стали громадянами Угорщини.
Після розлучення в 1920 році вона здійснювала секретні дипломатичні місії, зокрема, у Великій Британії за дорученням тодішнього регента Угорського королівства Міклоша Горті. У цій ролі в 1927 році вона переконала лорда Гарольда Гармсворта захищати інтереси Угорщини, а від його імені встановила контакти з нацистським керівництвом у Німеччині.
Їй вдалося налагодити контакт із впливовими націонал–соціалістами, такими як Йозеф Геббельс і особистий помічник Адольфа Гітлера Фріц Відеманн. У 1937 році за наказом Гітлера вона разом із Відеманном була включена до списку гостей на вечірці в посольстві в Лондоні з нагоди коронації Георга VI, попри те що німецький посол Йоахім фон Ріббентроп заборонив їй входити в будинок. Попри єврейське походження, їй вдалося зблизитися з Гітлером, який називав її своєю «любою принцесою». 10 червня 1938 року він нагородив її Золотим партійним знаком НСДАП, що викликало обурення в оточенні Гітлера. Вона належала до невеликої групи так званих «почесних арійців».
Стефані фон Гогенлое використовувала свої міжнародні стосунки для Гітлера, особливо з високопоставленими прихильниками нацизму в Англії, де вона стала почесною членкинею Англо–німецького товариства. На знак визнання її посередницьких послуг перед лордом Галіфаксу Едвардом Вуду Гітлер і Герман Герінг надали їй у 1938 році палац Леопольдскрон у Зальцбурзі як резиденцію, де вона хотіла побудувати «політичний салон». У вересні 1939 року французький журналіст Ролан Леннад повідомив про їхню шпигунську діяльність у Віттелі в 1938 році і приписав ці узгоджені заходи зовнішньої пропаганді Міністерства закордонних справ.
Стефані поїхала до США у 1940 році нібито слідувати за своїм коханцем Фріцем Відеманом, який став генеральним консулом у Сан–Франциско на початку 1939 року. Там вона відразу ж налагодила контакти з впливовими людьми та отримала громадянство США, але була ненадовго інтернована в 1941 році. Завдяки її дружбі з тодішнім керівником імміграційної служби майором Лемюелем Б. Шофілдом її швидко звільнили. Після нападу на Перл–Харбор знову потрапила до в'язниці, де пробула до 9 травня 1945 року.
У післявоєнний період жила у Шофілда і змогла відновити тв розширити свої контакти в політичних колах. Вона не лише зустрілася з президентом Гаррі С. Труменом, а й з його наступниками Джоном Ф. Кеннеді та Ліндоном Б. Джонсоном. Разом з американським журналістом Дрю Пірсоном вона влаштовувала інтерв'ю з американськими президентами для журналістів журналів Quick і Stern. Пізніше вона почала прибуткову співпрацю з Акселем Шпрінгером.
Стефані фон Гогенлое востаннє жила на вулиці Альфред–Вінсент у Женеві, неподалік від готелю Beau–Rivage, і дедалі частіше страждала від хвороби Педжета. 12 червня 1972 року через сильні болі в животі звернулася в приватну клініку «La Colline», де її прооперували з приводу виразки шлунка, яка загрожувала прорватися. Вона померла наступного дня в результаті процедури і була похована 16 червня 1972 року на кладовищі села Меньє.